# Liješta
Liješta este un sat din municipiul Podgorica, Muntenegru. Conform datelor de la recensământul din 2003, localitatea are 87 de locuitori (la recensământul din 1991 erau 101 locuitori).

## Demografie
În satul Liješta locuiesc 75 de persoane adulte, iar vârsta medie a populației este de 44,4 de ani (41,6 la bărbați și 47,1 la femei). În localitate sunt 26 de gospodării, iar numărul mediu de membri în gospodărie este de 3,35.
Această localitate este populată majoritar de sârbi (conform recensământului din 2003).
|  |

| Demografie | Demografie | Demografie |
| An         | Locuitori  | Locuitori  |
| ---------- | ---------- | ---------- |
|            |            |            |
|            |            |            |
|            |            |            |
|            |            |            |
| 1948       | 187        |            |
| 1953       | 191        |            |
| 1961       | 182        |            |
| 1971       | 172        |            |
| 1981       | 133        |            |
| 1991       | 101        | 101        |
| 2003       | 87         | 87         |

| \| Componența etnică conform recensământului din 2003[2] \| Componența etnică conform recensământului din 2003[2] \| Componența etnică conform recensământului din 2003[2] \| Componența etnică conform recensământului din 2003[2] \| Componența etnică conform recensământului din 2003[2] \| \| ----------------------------------------------------- \| ----------------------------------------------------- \| ----------------------------------------------------- \| ----------------------------------------------------- \| ----------------------------------------------------- \| \| \| \| \| \| \| \| Sârbi \| Sârbi \| \| 61 \| 70,11% \| \| Muntenegreni \| Muntenegreni \| \| 21 \| 24,13% \| \| necunoscută \| necunoscută \| \| 5 \| 5,74% \| |              |  |    |        |
| Componența etnică conform recensământului din 2003 |              |  |    |        |
| |              |  |    |        |
| Sârbi | Sârbi        |  | 61 | 70,11% |
| Muntenegreni | Muntenegreni |  | 21 | 24,13% |
| necunoscută | necunoscută  |  | 5  | 5,74%  |